# Montois-la-Montagne
Montois-la-Montagne é uma comuna francesa na região administrativa de Grande Leste, no departamento de Mosela. Estende-se por uma área de 7,1 km². Em 2010 a comuna tinha 2 740 habitantes (densidade: 385,9 hab./km²).